# Master & Dynamic
Master & Dynamic（マスター・アンド・ダイナミック）は、アメリカ合衆国の音響機器ブランド。ニューヨーク州ニューヨーク市に本社を置く、ニュー・オーディオ（New Audio LLC）が使用している。2013年に設立された。ヘッドフォン、イヤフォン、スピーカーそしてオーディオ・アクセサリーに使用されている。
Master & Dynamicは、創造的なコミュニティと連動している。例えば、これまでにケビン・デュラントのサーティ・ファイヴ・ヴェンチャーズ（英語: Thirty Five Ventures）や、カメラメーカーのライカ（ドイツ語: Leica）、そしてルイ・ヴィトン（フランス語: Louis Vuitton）などとの協業やコラボレーションを行っている。また、ハーレムの公立チャーター・スクールネットワークであるハーレム・ヴィレッジ・アカデミーズ（英語: Harlem Village Academies）の芸術課程のスポンサーにもなっている。

## 歴史
Master & Dynamicは、ジョナサン・レヴァイン（英語: Jonathan Levine）とヴィッキー・グロス（英語: Vicky Gross）によって設立された。レヴァインは、Master & Dynamic設立前に2つの家電メーカーを創業していた。その中で、彼の10代の息子が、商品の中に魅力的なヘッドフォンを見つけることができなかったことが、レヴァインにオーディオ市場に参入の余地があることを気づかせた。レヴァインはグロスと共にMaster & Dynamicを2013年に設立した。設立の少し後、ワシントンD.C.の博物館で2機の1940年代のヘッドフォンを発見したが、それらが皮革や金属といった持ちの良い素材で作られていたため、非常に綺麗な状態であった。レヴァインは、スウェーデン人インダストリアルデザイナーのモールテン・ワルビー（スウェーデン語: Mårten Wallby）を雇用し、共にMaster & Dynamicの最初の製品であるヘッドフォンとイヤフォンをデザインした。これらは、ステンレス鋼や重厚な皮革、機械加工されたアルマイト加工されたアルミニウム、そして編み込まれた銅線ケーブルといった長寿命の素材を用いて構築されていた。このプロダクトデザインのディレクターはトマス・ウィルソン（英語: Thomas Wilson）であった。
Master & Dynamicは、2014年5月に初製品となる2つのヘッドフォンと2つのイヤフォンを発売した。「CNET」や「WIRED」を含む各種メディアでの始めての製品レビューは、イヤフォンやヘッドフォンのデザイン、音質、そして製造品質に注目したものであった。
2014年、Master & Dynamicは、多目的なコワーキング・ワークスペースなどを提供しているノイエハウス（NeueHouse）と提携し、オープンオフィスやその他の環境で使用するノイズ除去マイクロフォンの開発を行うことを発表した。ノイエハウスの会員と直接協力し、最終的にMaster & Dynamicは、2015年1月にブームマイクを発売した。更に、オーディオ・ツールキットに関してゼロハリバートン（英語: Zero Halliburton）と、更に限定版ヘッドフォン3モデルについて、ニューヨークを本拠地とするファッションブランドプロエンザ・スクーラー（Proenza Schouler）と提携した。限定版ヘッドフォンは、各モデル200台が生産された。2015年11月には、ラインナップにヴィーガン・アルカンターラを用いたヘッドフォンを加えた。
Master & Dynamicは、2013年からハーレム・ヴィレッジ・アカデミーズ（英語: Harlem Village Academies）の芸術と音楽課程への金銭的支援を行っている。Master & Dynamicからの支援により、ハーレム・ヴィレッジ・アカデミーズの高度な基礎的芸術課程が設立された。この課程は、ハイスクールの過程の中で行われる2次元、および3次元の芸術課程である。Master & Dynamicのヘッドフォンは、学生が音楽課程において、個々人や少人数のグループで活動することを可能にした。Master & Dynamicは、ニューヨーク市で子供向けに芸術教育を行っているNPO・芸術教育センター（英語: The Center for Arts Education）の支援も行っている。
2017年、Master & Dynamicは、ドイツのカメラメーカー・ライカ（ドイツ語: Leica）とのコラボレーションを開始し、ライカをテーマとしたヘッドフォンである「Master & Dynamic for 0.95」を製作した。2019年1月には、ルイ・ヴィトン（フランス語: Louis Vuitton）と協業し、ワイヤレスイヤホンである「Louis Vuitton Horizon Earphones」を発売した。この製品では、ルイ・ヴィトンのブランド・モノグラムがあしらわれていた。
2019年5月、プロバスケットボール選手であるケビン・デュラントとスポーツビジネス経営者のリッチ・クライマンが所有する、サーティ・ファイヴ・ヴェンチャーズ（英語: Thirty Five Ventures）は、Master & Dynamicと資本提携を行ったことを発表した。

## 製品

### ヘッドフォン・イヤフォン
2015年11月に発売されたイヤフォン「ME05」は、真鍮製でチタンコートされたカスタムドライバーを用いていた。初期生産分は3日間で完売し、第2ロットも好意的なレビューが発表されたことで早々に完売した。
Master & Dyinamic初のワイヤレスヘッドフォンである「MW60」は、2015年12月に発売した。「WIRED」は、「これ以上のヘッドフォンはない」と評した。オンイヤー型の有線ヘッドフォン「MH30」を無線化した「MW50」が、2016年11月に発売した。2018年5月、Master & Dynamicは、オーバーイヤー型、オンイヤー型兼用のヘッドフォンである「MW50+」をラインナップに追加した。
2018年9月、Master & Dynamicはトゥルー・ワイヤレス・ステレオ（TWS）の「MW07」を発売した。この製品は、2019年のレッド・ドット・デザイン賞とCES2019イノヴェーション賞を受賞した。2019年に、バッテリーを長寿命化した「MW07 Plus」と、防水性を追加した「MW07 Go」をラインナップに追加した。
2019年5月、ノイズキャンセリング機能を追加したワイヤレスヘッドフォンである「MW65」を発売した。「MW65」は、2020年の「CES2020イノヴェーション賞」を受賞した。CESは、Master & Dynamicは「ブランドが誇る特徴的な音質を損なうことなく、アクティブ・ノイズ・キャンセリング（ANC）技術を完成させるために継続的な努力を重ねてきた」と評した。
初の製品を発売してから5周年記念として、Master & Dynamic初のヘッドフォンである「MH40」のワイヤレスモデルを2019年11月に発売した。「ロブ・レポート」（英語: Robb Report）は、「MH40のワイヤレスモデルは、5年前に同社が発売したヘッドフォンと同じ見た目をしていながら、実際には大きく進化している。最も大きな違いはその重量である」と評した。
2023年3月、Master & Dynamicは、ワイヤレスオーバーイヤーヘッドフォン「MH40」の改良版を発表した。この新モデルの改良点には40mmチタンドライバーと長寿命バッテリーが含まれる。創設者のジョナサン・レヴァインは「オリジナルの「MH40」のデザインが長きにわたって人気を保ち、この製品が待ち望まれていたことは注目に値し、非凡なことである」と語った。

### スピーカー
2017年4月、Master & Dynamicはワイヤレススピーカー「MA770」を発売した。このスピーカーは、コンクリート複合材料で製作されており、建築家のデイヴィッド・アジャイの協力のもとデザインされた。